# Phyll Opoku-Gyimah
Phyllis Akua Opoku-Gyimah (nacida en noviembre de 1974), también conocida como Lady Phyll, es una activista política británica conocida por su trabajo por la igualdad racial, de género y LGBT+. Es cofundadora y directora ejecutiva de UK Black Pride y ex directora ejecutiva de Kaleidoscope Trust.

## Infancia y educación
Opoku-Gyimah nació en Gran Bretaña en 1974 y asistió a la escuela Bullsmoor en Lea Valley, donde participó en el activismo político por primera vez. Es de ascendencia ghanesa.

## Carrera profesional
Opoku-Gyimah se unió a la función pública trabajando para la sección de fraudes de pensiones del Departamento de Trabajo y Pensiones. Es cofundadora, fideicomisaria y directora ejecutiva de UK Black Pride,  que «promueve la unidad y la cooperación entre todos los negros de ascendencia africana, asiática, caribeña, de Medio Oriente y América Latina, así como sus amigos y familias, que se identifiquen como Lesbianas, Gays, Bisexuales o Transgénero».
Opoku-Gyimah fue nombrada consejera de la ONG por los derechos de lesbianas, gays, bisexuales y transgénero (LGBT) Stonewall en enero de 2015, pero renunció tres años después cuando la organización anunció que se asociaría con UK Black Pride. Opoku-Gyimah rechazó públicamente una Orden del Imperio Británico en los Honores de Año Nuevo de 2016.
Junto a Rikki Beadle-Blair y John R Gordon es editora de Sista!, una antología de escritos de mujeres LGBT de ascendencia africana/caribeña con relación con el Reino Unido, publicada por Team Angelica Publishing en 2018, y que incluye trabajos de 31 escritoras, incluidas Yrsa Daley-Ward y Babirye Bukilwa.
Muy conocida entre el movimiento sindical, formó parte del comité de relaciones raciales del  Congreso de Sindicatos (TUC) y fue Jefa de Igualdad en el Sindicato de Servicios Públicos y Comerciales hasta junio de 2019.
En mayo de 2019, Opoku-Gyimah fue nombrada directora ejecutiva de la ONG por los derechos humanos Kaleidoscope Trust. Renunció en noviembre de 2023 para convertirse en la primera directora ejecutiva de la ONG que ella misma fundó, UK Black Pride.
Opoku-Gymiah ha sido miembra del Consejo Asesor de Diversidad e Inclusión de Sky desde julio de 2023.

## Actividad política
Opoku-Gyimah es conocida por su activismo en temas de raza, género y derechos LGBT+ en el Reino Unido. Se la considera una de las activistas lesbianas más destacadas del país. Ha planteado la cuestión del racismo en la comunidad LGBT y argumentado a favor de la importancia de la interseccionalidad. También ha criticado el Orgullo en Londres y afirmó en una entrevista que sentía que la organización «tenía un largo camino por recorrer».
Participó en el concurso interno del Partido Laborista para reemplazar a Heidi Alexander como miembro del Parlamento por Lewisham East cuando renunció a trabajar para el alcalde de Londres. Abandonó la carrera a la mitad tras una acusación de un tuit antisemita y Janet Daby fue seleccionada como candidata y elegida al Parlamento del Reino Unido en las elecciones parciales del 14 de junio de 2018.
Opoku-Gyimah fue noticia cuando asistió a los Premios de Cine de la Academia Británica en 2018 junto con la actriz británica Andrea Riseborough. Atendió a la ceremonia como muestra de solidaridad con las mujeres que habían sufrido discriminación como parte de una campaña contra el machismo.
Opoku-Gyimah fue nombrada Gran Mariscal del Orgullo de Nueva York en 2019, durante el 50 aniversario de los disturbios de Stonewall.
Fue nombrada en una lista de personas negras destacadas en octubre de 2020, como parte de la iniciativa del activista de Windrush Patrick Vernon y la historiadora Angelina Osborne para celebrar a los británicos negros durante el Mes de la Historia Negra.

## Premios y reconocimientos
- Independent on Sunday Pink List, 2011 (64), 2012 (11)[2]
- Black LGBT Community Award
- Big Society Award nomination (2012)[2]
- World Pride Power List (2012)
- European Diversity Awards Campaigner of the Year in 2017.[38]
- Pride Power List (2021)[39]
- Honorary doctorate by London South Bank University (LSBU).[40]
- British LGBT Awards.[41]
- Lifetime Achievement Award.[42]
- Radley handbags.[43]
- Dr Martens boots [44]

## Obras
- Opoku-Gyimah, Phyll; Beadle-Blair, eds. (25 de enero de 2018). Sista!: An anthology of writings by Same Gender Loving Women of African/Caribbean descent with a UK connection. Team Angelica. ISBN 978-0995516243.